# Moda Center
Moda Center (dawniej znana jako Rose Garden Arena) to hala sportowa znajdująca się w Portlandzie w stanie Oregon w Stanach Zjednoczonych.
obecnie swoje mecze rozgrywają tutaj drużyny:
- Portland Trail Blazers-NBA (od 1995)
- Portland LumberJax-NLL (od 2006)
- Portland Winterhawks-WHL (od 1995)

Dawniej swoje mecze rozgrywały tutaj zespoły:
- Portland Forest Dragons-AFL (od 1997 do 1999)
- Portland Fire-WNBA (od 2000 do 2002)

## Najważniejsza wydarzenia
- W 2005 roku odbyły się tutaj Mistrzostwa Stanów Zjednoczonych w jeździe figurowej na lodzie.
- W 2007 roku odbyły się tutaj NLL All-Star Game.

## Informacje
- Adres: 1 Center Court Portland, Oregon 97227
- Rozpoczęcie prac budowlanych: 1993
- Otwarcie: 1995
- Koszt budowy: 262 milionów $
- Architekt: Ellerbe Becket
- Pojemność: 
  - Hala hokeja i lacrosse: 17 544 miejsc
  - Hala koszykówki: 19 980 miejsc